# بيتر جيفري
بيتر جيفري (بالإنجليزية: Peter Jeffrey)‏ هو ممثل بريطاني، ولد في 18 أبريل 1929 في المملكة المتحدة، وتوفي بنفس المكان في 25 ديسمبر 1999.

## أعمال

### أفلام
- (1964) بيكيت
- (1969) آن ذات الألف يوم
- (1978) قطار منتصف الليل

## وصلات خارجية
- بيتر جيفري على موقع IMDb (الإنجليزية)
- بيتر جيفري على موقع ألو سيني (الفرنسية)
- بيتر جيفري على موقع ميوزك برينز (الإنجليزية)
- بيتر جيفري على موقع أول موفي (الإنجليزية)
- بيتر جيفري على موقع قاعدة بيانات الأفلام السويدية (السويدية)
- بيتر جيفري على موقع قاعدة بيانات الفيلم (الإنجليزية)
- بيتر جيفري على موقع كينوبويسك (الروسية)